# أقشوقير
أقشوقير (القازاقية: Ақшұқыр) هي مدينة تتبع لمقاطعة أوبليس مانكيستاو في جنوب غرب كازاخستان. تعد المركز الإداري لمنطقة توبكاراغان. وتقع على ارتفاع 24 مترًا (79 قدمًا) تحت مستوى سطح البحر، وتبعد 8 كم عن بحر قزوين.

## السكان
وفقًا لتعداد كازاخستان لعام 1999 بلغ إجمالي عدد سكان المدينة 3347 نسمة (1658 ذكر و1689 أنثى). وفي عام 2009 بلغ إجمالي عدد السكان 6230 نسمة (3146 ذكر و3084 أنثى).